# نیترید

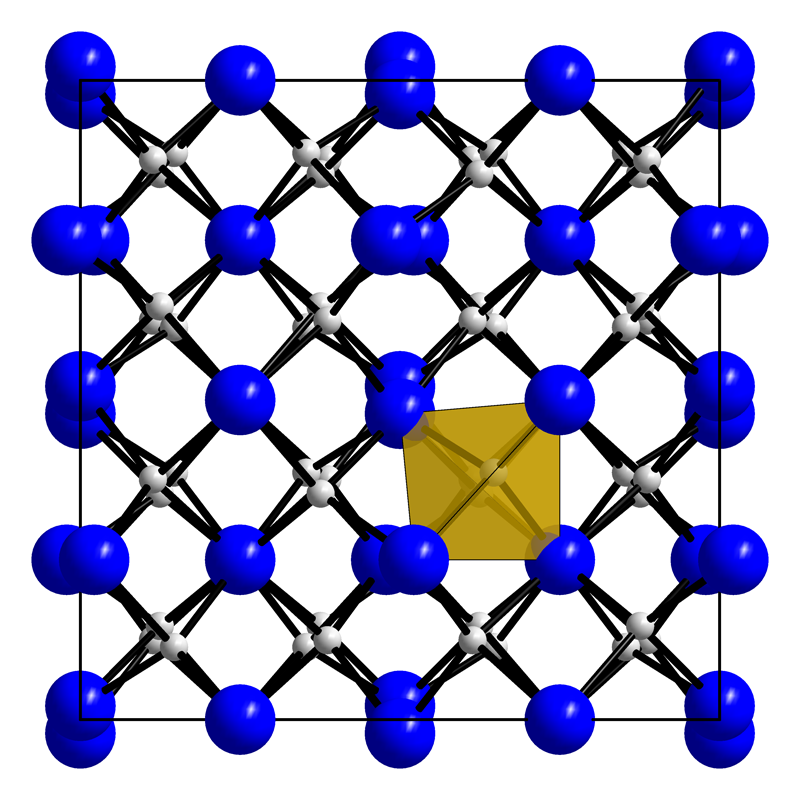
نمونه ای از سلول بریلیم نیترید

در شیمی، نیترید (به انگلیسی: Nitride) ترکیبی از نیتروژن است که در آن نیتروژن در حالت اکسایش −۳ قرار دارد. نیتریدها دسته بزرگی از ترکیبات با طیف گسترده‌ای از خصوصیات و کاربردها هستند.
یون نیترید،3-N، هرگز در محلول پروتیک مشاهده نمی‌شود زیرا بسیار بازی است و بلافاصله پروتونه می‌شود. شعاع یونی آن در حدود ۱۴۰ پیکومتر تخمین زده شده‌است.